# Mijaíl Kobetski
Mijaíl Veniaminovich Kobetski (en ruso: Михаил Вениаминович Кобецкий, Odessa, 1881 – 1937) fue un político comunista ruso. Desde 1919 estuvo al cargo de la casa editorial de la revista Kommunisticheskii Internatsional en Petrogrado. Desde 1922 fue miembro del Comité Ejecutivo de la Internacional Comunista (CEIC). Director del Departamento de Petrogrado del Comité Ejectuvo de la Internacional Comunista. En 1921 entró en el Secretariado del CEIC. Entre 1924 y 1927 fue embajador de la Unión Soviética en Dinamarca y Grecia. Desde enero de 1933 fue el referente del CEIC para los países escandinavos. Fue arrestado durante una de las purgas y ejecutado.